# مومنه
مومنه شهری در شهرستان زیمتنگا در استان بام در بورکینافاسوی شمالی است و جمعیت آن ۱۳۷۳ نفر است.